# Alone Again (canción)
Alone Again, es una balada de la cantante pop Madonna y Kylie Minogue. La letra fue escrita por la cantante estadounidense Madonna y por Rick Nowels y regalada a Kylie Minogue.

## Historia
La canción fue escrita para el álbum de Madonna llamado Ray of Light, pero fue descartada. Luego Madonna confesó ser fan de Kylie Minogue y se la ofreció para el álbum Fever. Pero no apareció en el álbum por cuestiones de tiempo o una respuesta negativa de Kylie o su compañía disquera. y Madonna se la ofreció de nuevo para el lado B del tema Come Into My World, pero nada de esto ocurrió. Además Madonna tiene dos ASCAP por la canción.

## White Diamond
Permaneció inédita hasta que en fue en el documental de Kylie "White Diamond", que se estrenó en Londres el 16 de octubre de 2007 y fue lanzada en DVD el 10 de diciembre de 2007 y en la web apareció completa. Los créditos de la película citan a Madonna y Rick Nowels como escritores. Madonna es también esta como agradecida en los créditos.